# Isabel Moctezuma
Isabel Moctezuma, född som Techichipotzin 1510, död 1550, var en aztekisk prinsessa och kejsarinna. Hon var dotter till den aztekiske kejsaren Moctezuma II och, som gift med kejsarna Cuitláhuac och Cuauhtémoc, aztekernas sista kejsarinna. Spanjorerna erkände henne efter erövringen som arvingen till den aztekiska dynastin.

## Biografi
Isabel Moctezuma var dotter till Moctezuma II och hans förstagemål och kejsarinna, prinsessan Teotlalco , och hette ursprungligen Tecuich(po)tzin, ('Herrens dotter'). Eftersom hennes mor var kejsarens viktigaste gemål och kejsarinna, så hade hon rang framför alla hans övriga döttrar. Hon gifte sig första gången som barn med Atlixcatzin (d. 1520). År 1519 trängde spanjorerna under Cortez in i Tenochitlan och tog hennes far som gisslan.

### Kejsarinna
Då hennes far mördades 1520 kastades spanjorerna ut av aztekerna och hon giftes bort en andra gång med hans efterträdare, sin farbror kejsar Cuitláhuac. Hennes farbror och make dog dock sextio dagar senare i smittkoppor och hon gifte sig vid elva eller tolv års ålder för tredje gången med näste kejsare, Cuauhtemoc. Äktenskapen arrangerades av de aztekiska ledarna. År 1521 återvände spanjorerna i allians med fientliga indianska arméer. Kejsar Cuauhtémoc försökte fly sjövägen med sitt hov men tillfångatogs av spanjorerna. Inför överlämnandet bad han spanjorerna att respektera hovets kvinnliga medlemmar, däribland Techichipotzin.

### Konvertering och senare liv
Kejsar Cuauhtémoc avrättades av Cortez 1525. Cortez behandlade dock Techichipotzin väl eftersom han såg henne som en symbol som han kunde framställa som en länk mellan aztekernas och spanjorernas styre. Hon undervisades i kristendomen och konverterade till katolicismen 1526, då hon vid dopet fick namnet Isabel. Hon fick dock aldrig lära sig läsa eller skriva. Hon tycks ha blivit en uppriktig katolik: hon gav ofta donationer till kyrkan som ansågs överdrivna även av katolikerna, och testamenterade en femtedel av sin förmögenhet till kyrkan. Cortez arrangerade sedan ett äktenskap mellan Isabel och conquistadoren Alonso de Grado (död 1527). Vigseln ägde rum i juni 1526 och i hemgift förlänade Cortez henne staden Tacuba strax utanför Tenochitlan, vilket var den största encomiendan i Mexikodalen. Hennes förläning med tillhörande underhåll gick i arv fram till 1933.
Isabel beskrevs som "en mycket vacker kvinna för att vara indian". Då hennes make dog 1527 omhändertogs hon av Cortez och blev snart därefter gravid. Cortez arrangerade då ett äktenskap med conquistadoren Pedro Gallego de Andrade (död 1530). Barnet fick namnet Leonor Cortes Moctezuma och erkändes av Cortez, men Isabel vägrade att ta hand om det och överlät det till en fosterfamilj. Isabel gifte sig för sjätte gången med Juan Cano de Saavedra 1532. Isabel beskrivs som en viljestark och bestämd personlighet som skickligt och framgångsrikt lyckades anpassa sig till de stora förändringarna i sitt liv.